# Gerhard Casimir Ubaghs

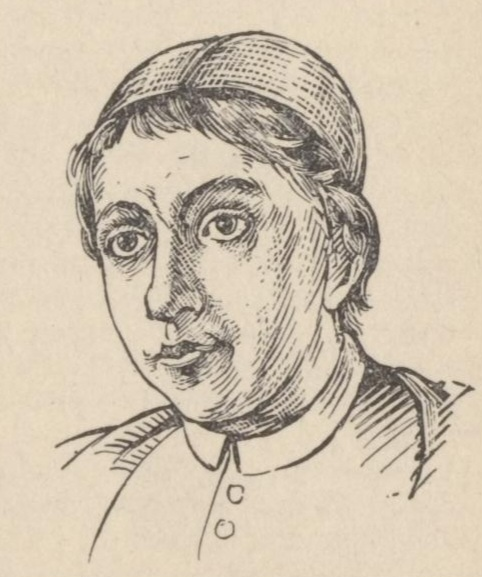
Gerhard Casimir Ubaghs

Gerhard Casimir Ubaghs (* 26. November 1800 in Berg, Limburg, Niederlande; † 15. Februar 1875 in Löwen, Belgien) war ein Philosoph und katholischer Theologe.

## Leben
Er wurde 1824 zum Priester geweiht. 1825 wurde er Lehrstuhlinhaber für Philosophie am Priesterseminar des Bistums Lüttich. Von 1834 bis 1860 lehrte er Philosophie an der Katholischen Universität Löwen. Einige seiner Thesen wurden durch die römische Glaubensbehörde („Heiliges Offizium“) zunächst nichtöffentlich getadelt, dann auch formell zum Vortrag in Vorlesungen untersagt (Urteile vom 11. Oktober 1864, 2. März 1866, 30. August 1866). Ubaghs akzeptierte diese Entscheidung (Silentium obsequiosum) und verzichtete auf seinen Lehrstuhl.

## Werk
Ubaghs Schriften sind beeinflusst von Hugo-Félicité-Robert de La Mennais, ab 1840 auch von Vincenzo Gioberti. Zu seinen größtenteils in mehreren Auflagen verlegten Schriften zählen:
- Logicae seu philosophiae rationalis elementa, Löwen 1834, 6. Auflage 1863 Digitalisat in der Google-Buchsuche
- Ontologiae seu metaphysicae generalis elementa, Löwen 1835, 5. Auflage 1863. Digitalisat in der Google-Buchsuche
- Précis d’anthropologie psychologique, Löwen 2. Auflage 1838.
- Theodiceae seu Theologiae naturalis elementa, Löwen 1841, 4. Auflage 1863. Digitalisat in der Google-Buchsuche
- Précis de logique élémentaire, Löwen 1842. Digitalisat in der Google-Buchsuche sowie bei archive.org: Auflagen von 1843 und 1849
- Antropologia philosophicae elementa, Löwen 1848. Digitalisat in der Google-Buchsuche
- Du dynamisme considéré en lui-même et dans ses rapports avec la Sainte Eucharistie, Löwen 1852. Digitalisat in der Google-Buchsuche
- De la connaissance de Dieu, Löwen 1854. Digitalisat in der Google-Buchsuche
- Essai d’idéologie ontologique, ou considérations philosophiques sur la nature de nos idées et de l’ontologisme en général, Tirlemont 1854 Digitalisat in der Google-Buchsuche; Löwen 1860. Digitalisat in der Google-Buchsuche
- Du réalisme en théologie et en philosophie, Löwen 1856. Digitalisat in der Google-Buchsuche